# 海南合欢
海南合欢（学名：Albizia attopeuensis）为豆科合欢属的植物。分布在越南、老挝以及中国大陆的海南等地，多生于林中，目前尚未由人工引种栽培。

## 别名
刘氏合欢（中国主要植物图说）